# Douentza
Douentza est une ville et une commune urbaine malienne, chef-lieu du cercle de Douentza, et de la région de Douentza. En 2009, elle compte 24 000 habitants. Elle est peuplée essentiellement de Peuls, de Dogons, de Diawambés, de Sonrhaïs et de Bellas.

## Géographie
Elle se situe sur la route nationale 16 (axe Sévaré-Gao) à 182 km au nord-est du chef-lieu régional Mopti et à 214 km au sud de Tombouctou. 
|                  | Débéré   |        |
| Koubéwel Koundia | Douentza | Pétaka |
| Tédjé            | Dianwély | Kéréna |

## Histoire
Le 19 mai 1893, la localité de Douentza est prise par la colonne française dirigée par Louis Archinard, face au souverain de l'Empire toucouleur Ahmadou Tall, aux côtés du Bourba du Djolof, Alboury Ndiaye. Ahmadou Tall, vaincu, s'échappe et poursuit la résistance à l’est jusqu’à sa mort en 1895 dans la région de Sokoto.
Au moins depuis 2012, la région est directement concernée par la guerre du Mali

## Démographie
La densité de la population communale au recensement de 2009 atteint 267 habitants/km2 avec 24 005 habitants pour 90 km2.
| 1976  | 1987   | 1998   | 2009   |
| ----- | ------ | ------ | ------ |
| 7 044 | 10 469 | 13 138 | 24 005 |

## Quartiers

Carte de la commune

La commune urbaine de Douentza est constituée de cinq quartiers ou villages relevés lors du recensement général de 2009. 
- Douentza
- Drimbe
- Ewery
- Fombori
- Goumbena

## Politique
| Année | Maire élu        | Parti politique |
| ----- | ---------------- | --------------- |
| 2004  | Hassane Cissé    | Adéma           |
| 2009  | Hassane Cissé    | Adéma           |
| 2013  | Housseini Bocoum | URD             |
| 2016  | Housseini Bocoum | URD             |

## Galerie

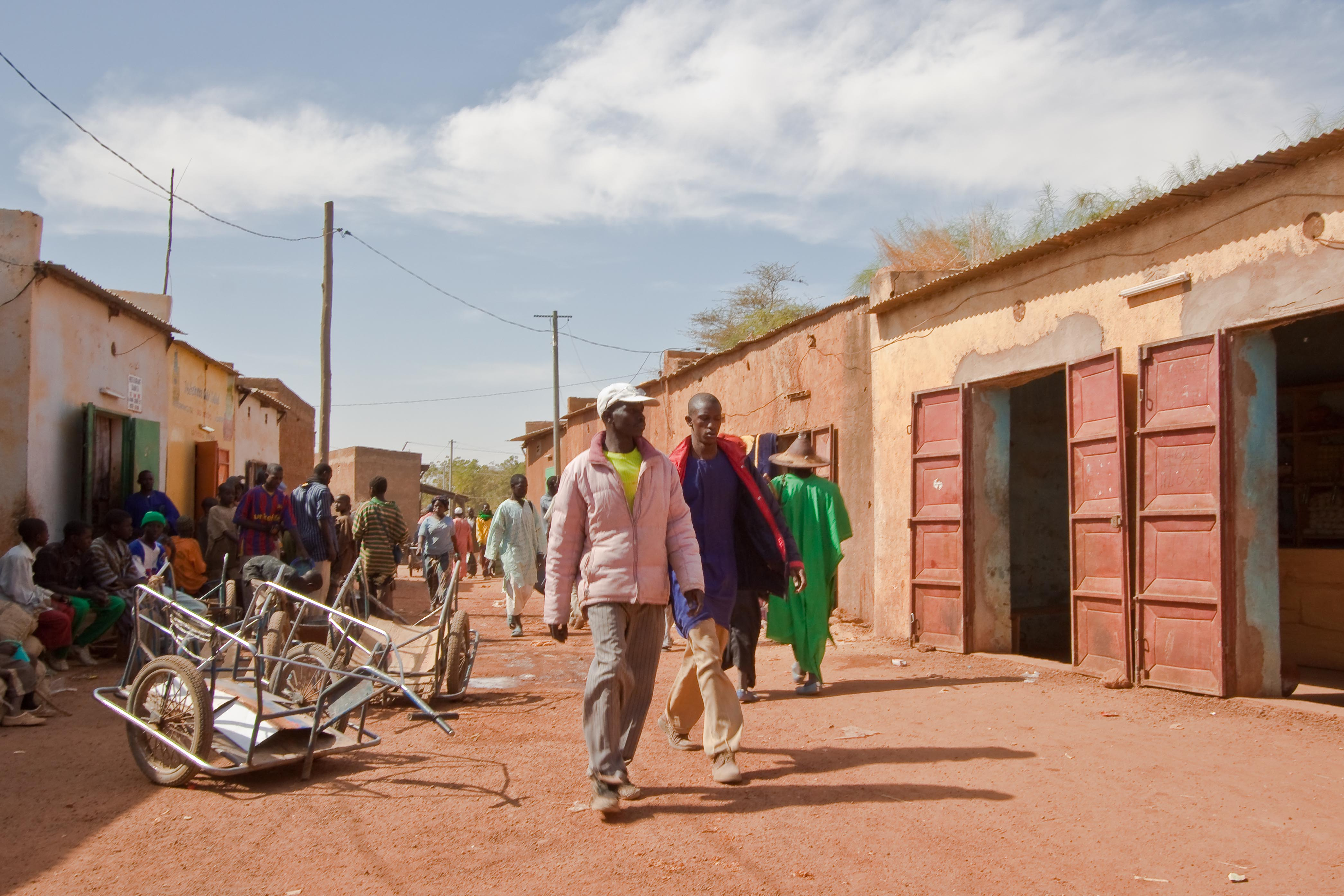
Scènes de rue à Douentza
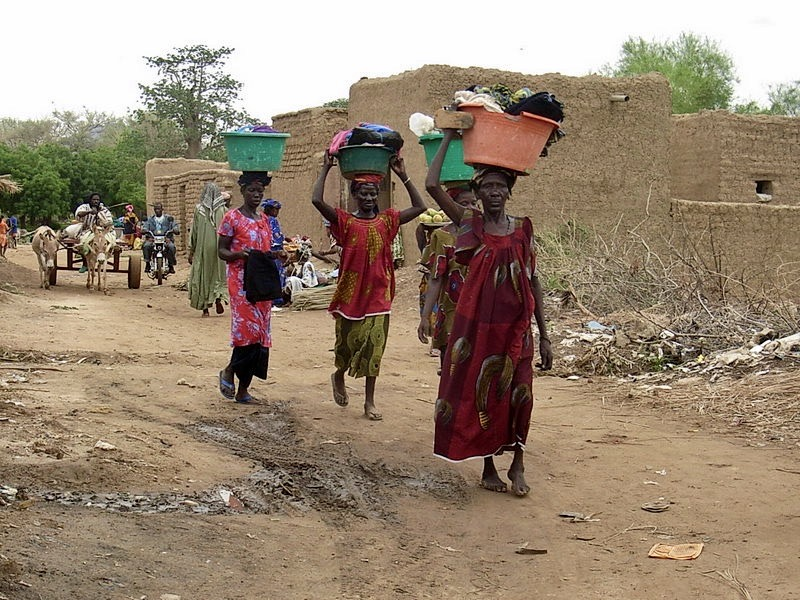
Scènes de rue à Douentza
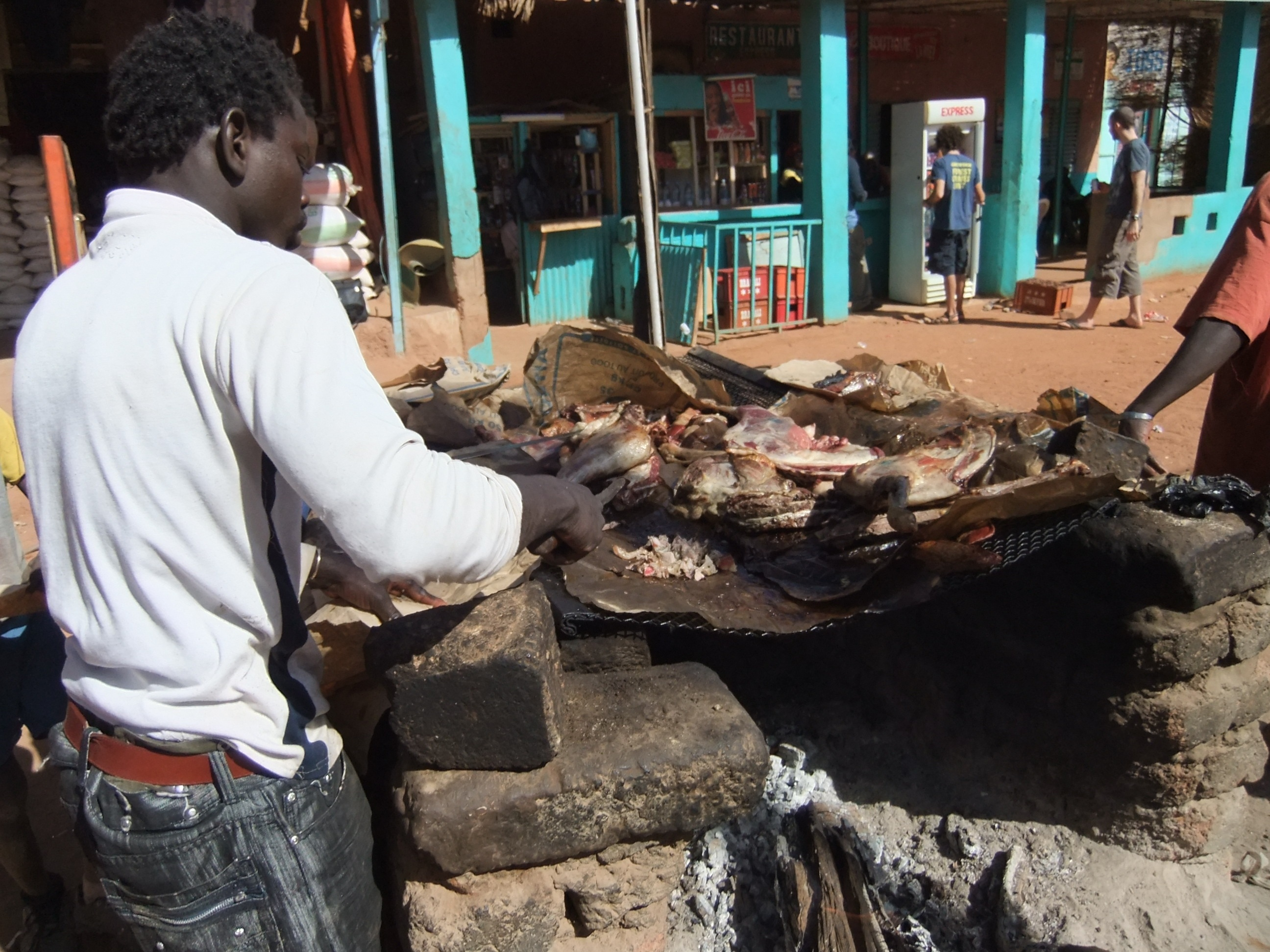
Scènes de rue à Douentza